# Siki Reddy

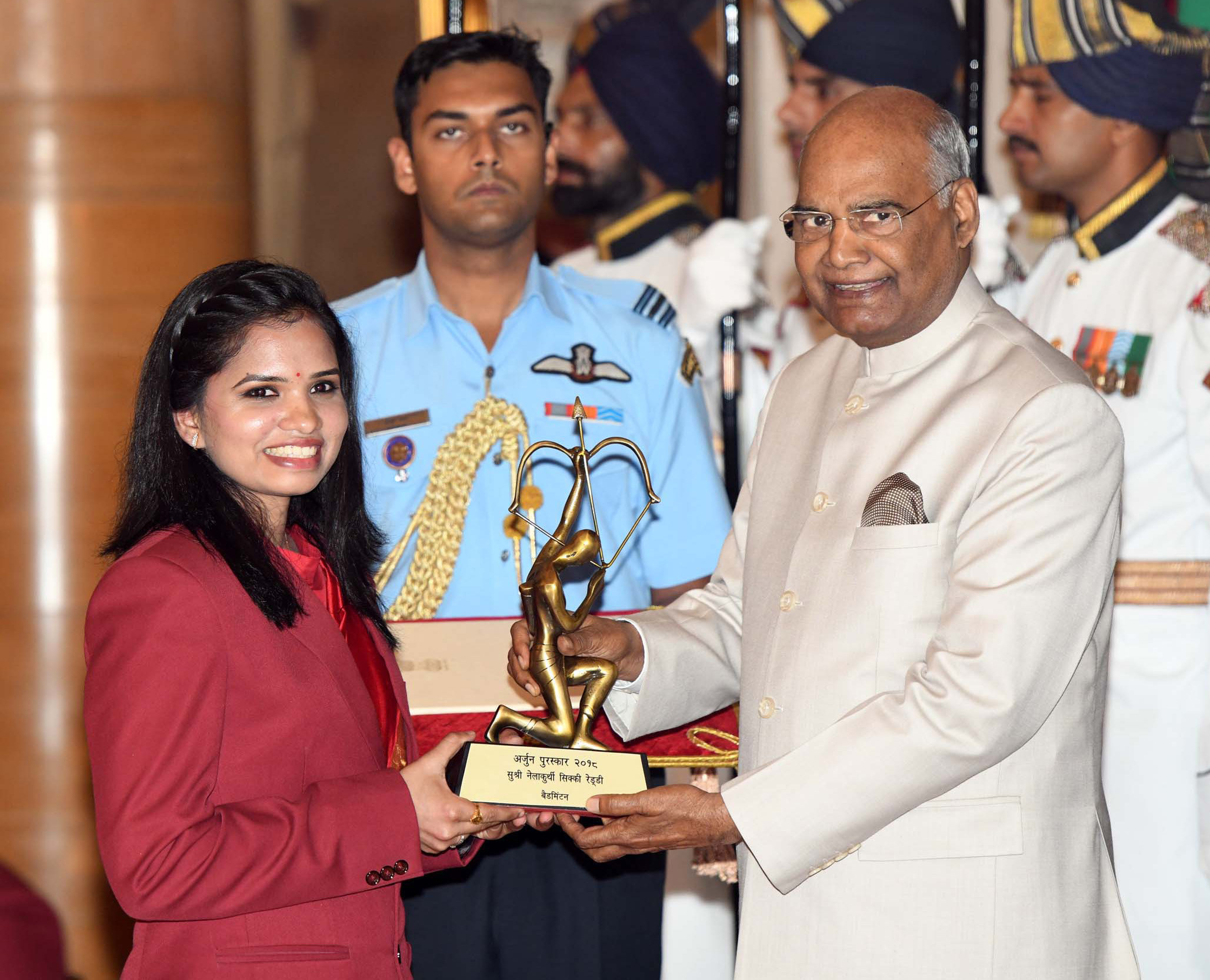
Siki Reddy mit dem indischen Präsidenten Shri Ram Nath Kovind bei einer Preisverleihung (2018)

Nelakurthi Siki Reddy (* 18. August 1993 in Nalgonda) ist eine indische Badmintonspielerin.

## Karriere
Siki Reddy konnte sich 2011 für das Hauptfeld der India Super Series qualifizieren und wurde dort 17. im Damendoppel mit P. C. Thulasi. Bei den indischen Badmintonmeisterschaften 2012 gewann sie Silber im Doppel mit Aparna Balan. 2012 stand sie im Nationalteam ihres Landes bei der Uber-Cup-Qualifikationsrunde in Asien und wurde dort in der Endabrechnung Neunte mit der Mannschaft. 2023 war sie im Mixed bei den Denmark Masters erfolgreich.